# アンダイエ
アンダイエ (フランス語: Hendaye, バスク語: Hendaia〔ヘンダヤ〕) は、フランス・ヌーヴェル＝アキテーヌ地域圏・ピレネー＝アトランティック県のコミューン。フランスで最も南西に位置する街である。大西洋岸のコート・バスク（バスク海岸）に位置する。スペインのイルンとの間の国境を流れるビダソア川の右岸に位置する。
河口に突き出た長い砂地が、この町をフランス領バスクの歴史的地域であるラプルディ (ラブール) の海辺の人気観光地にした。

## 歴史
アンダイエは1598年、サン・ヴァンサン教会の建設により、ウルニュ教区から独立を果たした。1636年9月には、フランス・スペイン戦争の期間に、スペイン軍によって一時的に占領された。川の中にある要塞化されたフェザント島では、戦争末期の1659年にピレネー条約が締結され、終戦処理が決定した。この条約によりこの島は現在でも、フランスとスペインの間で6か月ごとに交替で統治している。
さらにその後、アンダイエは紛争により、常に破壊の危機にさらされ続けてきた。1793年から1795年にかけてのピレネー戦争では、アンダイエの村は完全に破壊された。1799年にヴィルヘルム・フォン・フンボルトは「わずか数軒を除いてすべての家が破壊されている。空っぽの壁はかろうじて立っており、かつて人が住んでいた土地は茂った藪やサンザシに覆われている。ツタが壁を這い、崩れかけた窓からは、荒れ果てた海が部屋の向こうに見える。通りのあちこちにはまだ砲弾の破片が散らばっているが、人に出会うことはほとんどない。住民の多くは逃亡中に命を落とすか、無力さの中で他の土地へ散っていった」と記している。
フランスにおける州制度の廃止、ピレネー戦争、そしてスペイン領バスク地区におけるバスク自治の終焉（1841年に関税線がエブロ川からピレネー山脈に移動した）によって、ビダソア川下流域およびチングディ湾周辺のバスク語を話すコミュニティの間に存在していた自由な越境貿易と自然な共存関係は、完全に断たれることとなった。これ以降、スペイン - フランス間の厳格な国境線によってバスク地域は分断された。
1863年10月22日、フランス側の鉄道がアンダイエに到達した。スペイン側の線路もビダソア川の国境近くまで延びていた。1864年8月15日、マドリード - パリ間直通列車がアンダイエに到達し、村の人々と都市景観は大きく変化し、急速な発展が始まった。アンダイエは、1854年に開発されたビアリッツを手本に、サン・セバスティアンとビアリッツの中間に位置する国際的な拠点として、上流階級向けの海辺のリゾート地として注目されるようになった。
1913年には、スペインのバスク鉄道がアンダイエ駅に到達し、サン・セバスティアンまでの沿岸路線が開通した。
1940年10月23日、フランシスコ・フランコ、アドルフ・ヒトラー、ヨアヒム・フォン・リッベントロップがドイツ占領下のアンダイエ駅でスペインの枢軸国としての第二次世界大戦参戦を議論する為に会談した。しかし、スペイン内戦後すぐに戦争を行う事を心配するフランコは確信していなかった。ヒトラーは意見を押し付けない事を決めた。スペインは5年間の戦争中、公式には中立の立場を取った。
16世紀フランスの農民で、フランス史上有名な詐欺事件である「マルタン・ゲール事件」の当事者マルタン・ゲールはこの村の出身である。

## 観光
- 毎週水曜日に屋外市場が開かれる町の広場には有名な17世紀の「アンダイエ大十字架」がある。これはオカルトマニアが未来の世界的大災害に関する暗号化された情報が含まれるとする錬金術のシンボルが彫刻された石の十字架である。
- サン・ヴァンサン教会は1598年に建設され、火事や砲撃の後に世紀にわたって再建された。最後の再建が終了したのは1968年の事である。13世紀の十字架像は重要な宝物となっている。
- 17世紀初期に建設され1685年にヴォーバンによって整備強化された城砦跡やスペイン側のオンダリビアに向いた砲台は、チングディ湾岸沿いの散歩道の特徴となっている。

## 交通
この町はイベリア半島の広軌鉄道とヨーロッパ大陸の標準軌鉄道とが接続する鉄道の重要なジャンクションとなっている。

### 鉄道
- アンダイエ駅：フランス国鉄（SNCF）及びフランス鉄道線路事業公社が所有、運営する鉄道駅。かつては隣駅のイルンとともに、スペインとフランスの国境で軌間の異なる列車を乗り換え、出入国手続きをする駅であった。現在は軌間変更列車により乗り換えは不要になったが、変更対応のために全列車が停止する。1940年10月にフランコとヒトラー[3]が会談したアンダイエ会談の開催場所だった。
  - TGV inOui、アンテルシテ、TER：フランス国鉄（SNCF）が運営するこれらの高速鉄道がボルドー方面、LGV南ヨーロッパ大西洋線へと接続している。
  - トレンオテル「南急行」、アルコ（アルコ・カミーノ・デ・サンティアゴ線）：レンフェ（スペイン国鉄）が運営するこれらの特急がイルンを経てビルバオなどスペイン方面へ接続している。
  - Euskotren：バスク鉄道が運営する狭軌の通勤列車で、国境を越えてビルバオまで運行している。フランス国鉄（SNCF）アンダイエ駅の駅前に専用駅が別に設置されている。

### 道路
- オートルートA63号線（A63）と国道10号線（RN10）がパリからアンダイエを通りスペインへと接続している。

### 市内交通
- Txik Txak：2019年よりトラムバスやバスが運行されている[4]。

## 姉妹都市
- スコットランド・ピーブルズ
- ポルトガル・ヴィアナ・ド・カステロ

## その他
- フランス人作家ピエール・ロティが住んでいた。
- グランド・ランドネGR10の西端である。